# Matilde Bernabei
Matilde Bernabei (Roma, 1º febbraio 1954) è una giornalista, produttrice televisiva e dirigente d'azienda italiana. È co-fondatrice e Presidente Onorario di Lux Vide S.p.A., società di produzione di fiction europee, impegnata in coproduzioni internazionali.

## Biografia
Figlia dello storico direttore generale della Rai, Ettore Bernabei, inizia la sua carriera come giornalista al settimanale Panorama. A 24 anni assume il ruolo di segretario generale dell'Asip, società per la creazione di programmi di cooperazione tecnica con i Paesi in via di sviluppo.
Questa esperienza la conduce nel 1980 nel gruppo Montedison dove, a soli 26 anni, diviene responsabile del programma di job creation negli insediamenti industriali del Mezzogiorno.
Nel 1984 è direttrice per le strategie e lo sviluppo della neonata Iniziativa Me.Ta., holding del gruppo Montedison per il settore dei servizi e polo di diversificazione. In tre anni Iniziativa Me.Ta. diviene la terza holding finanziaria italiana con attività nella grande distribuzione (Standa, Euromercato), nei esercizi finanziari (Sefimeta), nel settore assicurativo (La Fondiaria), nell'editoria (Rizzoli-Corsera), nella telematica (Datamond) ed una capitalizzazione di borsa di 3 000 miliardi di Lire.
Nel 1987 assume, in qualità di amministratore delegato, la responsabilità operativa della Società Editoriale “Il Messaggero”. 
Nel 1992 decide di affiancare il padre nella società da lui fondata, Lux Vide, dove attualmente Matilde Bernabei ricopre la carica di Presidente Onorario, seguendo lo sviluppo del business della società. In oltre 30 anni di attività in Lux, è produttrice di oltre 1300 ore di prodotto.

## Vita privata
È moglie del giornalista Giovanni Minoli, sposato nel 1974 e con il quale ha una figlia, Giulia.